# Агуадо, Виктор Мануэль
Виктор Мануэль Агуадо Мальвидо (исп. Víctor Manuel Aguado Malvido; род. 1 апреля 1960, Мехико) — мексиканский футболист и тренер.

## Карьера
В качестве футболиста выступал за ряд мексиканских клубов. В 1991 году вместе с командой «Леонес Негрос» побеждал в кубке страны. Провел три матча за сборную Мексики. После окончания карьеры занимался тренерской деятельностью. В 2003 году возглавлял сборную Гватемалы. Позднее некоторое время являлся наставником «Америки» из Мехико.

## Достижения
- Обладатель Кубка Мексики (1): 1990/91.
- Серебряный призёр Чемпионата Мексики (1): 1989/90.